# Cova Bonica
La Cova Bonica és un jaciment de la Prehistòria al municipi de Vallirana (Baix Llobregat), inclòs a l'Inventari del Patrimoni Arqueològic i Paleontològic de Catalunya.
És especialment important per les restes trobades corresponents al Neolític Antic cardial, si bé el jaciment presenta també nivells arqueològics d'altres èpoques.
Està ubicada  a prop de la urbanització de les Bassioles, en una zona amb presència de nombroses pedreres, al municipi de Vallirana a la província de Barcelona, a Catalunya. La cova és d'origen càrstic i presenta unes dimensions mitjanes, amb una sala principal i dues sales laterals. Està situada en el massís del Garraf-Ordal, molt a prop de Barcelona, on també hi ha altres coves amb restes arqueològiques i paleontològiques. Aquesta cavitat va ser utilitzada com a pedrera de calcita esparítica (coneguda localment com a sal de llop, un fet que va comportar la destrucció de gran part de les estalagmites que van donar lloc a la denominació original de la cova. A més, va ser utilitzada també com a mina pel cultiu de xampinyons, fet que també va contribuir a degradar la cova. Va ser excavada per primera vegada el 1936 per J. de C. Serra-Ràfols, però els treballs arqueològics van ser interromputs per la Guerra Civil Espanyola (1936-1939). Des de l'any 2008, el Grup de Recerca del Quaternari de la Universitat de Barcelona, coordinat pels arqueòlegs Joan Daura i Montserrat Sanz, hi està realitzant noves investigacions en el marc d'un projecte sobre la Prehistòria.
Entre les peces recuperades al jaciment, destaca la ceràmica amb decoració cardial, que es corresponen amb el període Neolític antic cardial. A més, s'hi han descobert també restes humanes i utensilis lítics i òssis. El 2015, el jaciment va sortir a la llum pública, ja que es va seqüenciar el genoma de les restes humanes trobades a partir de col·làgen de dents, de 7.400 anys d'antiguitat. Aquest estudi genètic ha estat el primer en revelar l'ADN de les primeres poblacions humanes de la península Ibèrica que tenien una economia de tipus agrícola i ramadera. A més, ha posat en evidència que els primers ramaders ibèrics procedien del Mediterrani Central, segurament de les costes adriàtiques.

## Principals descobriments
En un primer estudi preliminar publicat el 2017 i un segon estudi publicat el 2018 es donen a conèixer un total de 314 restes humanes adscrites a un total de 7 individus, un d'ells d'edat adulta i la resta d'edats infantils i juvenils. A l'estudi publicat el 2018 se situen les restes humanes entre els enterraments cardials més antics de la península Ibèrica, datats en 7.400 anys des del present. L'estudi indica que les restes humanes probablement no van ser enterrades, sinó dipositades a la cova. També s'han trobat elements d'ornamentació, com ara traces de collars, unes de coral vermell, i ornaments elaborats amb malacologia marina. A més, també hi ha peces d'eines domèstiques de sílex, quars, jaspi i cristall de roca, a més d'os polit. Destaquen també nombrosos fragments de ceràmica cardial. Pel que fa les restes humanes destaca que la seva dieta va ser fonamentalment de tipus cerealístic amb consum de carn, tal com s'ha pogut establir a partir de l'anàlisis dels isótopos de carboni i nitrogen tant de la fauna com dels humans. Entre les restes de fauna destacan els ovicaprins (ovelles i cabres) com els animals més abundants.